# Barbara Szewczyk-Wolnicka
Barbara Mirosława Szewczyk-Wolnicka (Katowice, 21 marzo 1970) è un'ex schermitrice polacca, specializzata nel fioretto. Ha vinto una medaglia d'argento nella scherma ai Giochi olimpici.

## Palmarès
In carriera ha conseguito i seguenti risultati:
- Giochi olimpici:

Sydney 2000: argento nel fioretto a squadre.
- Mondiali di scherma

La Chaux de Fonds 1998: bronzo nel fioretto a squadre.
Seul 1999: argento nel fioretto a squadre.
- Europei di scherma

Funchal 2000: bronzo nel fioretto a squadre.